# Еббе Шварц
Еббе Шварц (дан. Ebbe Schwartz; *3 травня 1901, Данія — †19 жовтня 1964, Вайкікі, Гонолулу, Гаваї, США)  — данський футбольний функціонер. Він був першим президентом европейскої футбольної асоціації УЄФА.

## Біографія
З 1913 і до самої своєї смерті в 1964 був членом данського футбольного клубу Академіск БК і займав там з 1948 по 1955 рр. посаду скарбника.
З 1950 року і до самої смерті був президентом Данського футбольного союзу (ДФС). Окрім цього, Шварц був з 1954 по 1962 рр. першим президентом европейскої футбольної асоціації УЄФА, потім з 1962 по 1964 рр. членом виконавчого комітету і віце-президентом міжнародної футбольної футбольной асоціації ФІФА.

## Джерело
- Біографія Еббе Шварца (gravsted.dk) [Архівовано 24 лютого 2014 у Wayback Machine.] (дан.)

1. ↑  Formænd gennem tiden
2. ↑  Past presidents